# Peter van Ooijen
Peter van Ooijen (* 16. Februar 1992 in Den Bosch) ist ein niederländischer Fußballspieler. Der Offensivspieler steht beim FC Emmen unter Vertrag und war Nachwuchsnationalspieler.

## Karriere

### Verein
Van Ooijen begann in den Jugendmannschaften der OJC Rosmalen und des FC Den Bosch mit dem Fußballspielen. Im Alter von elf Jahren trat er der Nachwuchsakademie der PSV Eindhoven bei, in der er bis zur Saison 2011/12 ausgebildet wurde. Im Anschluss rückte der Mittelfeldspieler in die zweite Herrenmannschaft auf, mit der er in der später aufgelösten Reserveliga Beloften Eredivisie antrat. Zwischen Sommer und Winter 2012 wurde van Ooijen erstmals in der Profimannschaft eingesetzt und absolvierte für sie je drei Startelfeinsätze im Pokal sowie in der Europa League. Im Europapokal kam er mit der PSV nicht über die Gruppenphase hinaus, im nationalen Cup ging das Endspiel hingegen gegen AZ Alkmaar verloren; dafür gewann man im Sommer gegen Meister Ajax den Supercup.
In der Saison 2013/14 konnte sich van Ooijen in der zweiten Mannschaft etablieren, spielte mit ihr nun in der professionell ausgerichteten Eerste Divisie und war fortan als „Sechser“ und stellvertretender Mannschaftskapitän aktiv. Da er in der ersten Mannschaft jedoch Oscar Hiljemark und Spielführer Stijn Schaars im Mittelfeld vor sich hatte, verlängerte er seinen Vertrag in Eindhoven nicht mehr und wechselte ablösefrei nach Deventer zum Eredivisiekonkurrenten Go Ahead Eagles. Für die Adler kam van Ooijen sowohl in der ersten wie auch in der zweiten Liga zum Einsatz, verpasste aber einen Teil der Saison aufgrund einer Knöchelverletzung. 
Bereits nach einem Jahr verließ der Brabanter Deventer und blieb für drei Spielzeiten bei Heracles Almelo. Erst in seiner letzten Saison gelang es ihm, nachdem er zeitweise auch offensivere Positionen bekleidet hatte, sich in der ersten Mannschaft zu etablieren, verlängerte jedoch auch hier seinen auslaufenden Vertrag nicht mehr. Beim Ligakonkurrenten VVV-Venlo spielte van Ooijen, der sich für zwei Jahre band, im zentralen Mittelfeld wie auch auf den Flügeln, schoss in seiner ersten Saison zwei Tore und bereitete fünf weitere vor. Bis zum Abbruch der Saison 2019/20 in Folge der COVID-19-Pandemie war van Ooijen Stammkraft im Mittelfeld sowie auf der linken offensiven Außenbahn, erzielte in 23 Pflichtspielen fünf Treffer und schloss mit Venlo auf Rang 13 ab.
Zur Saison 2020/21 wechselte der Niederländer nach Deutschland, wo er beim Drittligisten KFC Uerdingen 05, den zum Zeitpunkt des Transfers bereits vier Mittelfeldspieler verlassen hatten, einen Zweijahresvertrag erhielt. Aufgrund von Muskelproblemen war es ihm erst ab dem 8. Spieltag möglich, regelmäßig für die Krefelder aufzulaufen und in der Folge war van Ooijen sowohl im offensiven Mittelfeld wie auch auf beiden Außenbahnen aktiv. Gegen Unterhaching machte das durch ihn vorbereitete Tor letztendlich den Unterschied, beim 1. FC Saarbrücken gelang ihm hingegen der Ausgleichstreffer. Mit Uerdingen schaffte der Niederländer auf dem 16. Platz stehend zwar den Klassenerhalt, aufgrund einer Insolvenz erhielt der Verein aber keine erneute Lizenz für die 3. Liga mehr und musste alle Spieler abgeben.
Zur Saison 2021/22 kehrte van Ooijen in seine Heimat zurück und schloss sich dem Erstliga-Absteiger FC Emmen an.

### Nationalmannschaft
Zwischen 2006 und 2013 absolvierte van Ooijen elf Länderspiele für Nachwuchsteams des KNVB.

## Erfolge
PSV Eindhoven
- Niederländischer Supercupsieger: 2012 (ohne Einsatz)